# Arctia roseata
Arctia roseata là một loài bướm đêm thuộc phân họ Arctiinae, họ Erebidae.